# You (Aretha Franklin)
You è un album della cantante soul statunitense Aretha Franklin, pubblicato nel 1975 dalla Atlantic Records.

## Tracce
1. Mr D.J. (5 For The D.J.)
2. It Only Happens (When I Look At You)
3. I'm Not Strong Enough To Love You Again
4. Walk Softly
5. You Make My Life
6. Without You
7. The Sha-La Bandit
8. You
9. You Got All The Aces
10. As Long As You Are There

## Formazione
- Aretha Franklin - voce
- Jay Graydon - chitarra
- Gary Coleman - percussioni
- Sylvester Rivers - tastiera
- Ed Greene - batteria
- Ray Parker Jr. - chitarra
- Scott Edwards - basso
- Clarence McDonald - tastiera
- David T. Walker - chitarra
- Bobbye Hall - congas
- Lee Ritenour - chitarra
- Bud Brisbois - tromba
- Tom Scott - sax
- Ernie Watts - sax
- Jim Horn - flauto
- Margaret Branch, Brenda Bryant, Cissy Houston, Pam Vincent - cori

Note aggiuntive
- Jerry Wexler - produttore